# 白杨铁路
白杨铁路是位于中国湖南省宜章县的一条国有运煤铁路，从位于白石渡镇的京广铁路白石渡站K1960+700处出岔，向东延至位于杨梅山镇的资兴矿务局杨梅山煤矿浯溪站，长14.8公里。

## 历史
1937年7月，抗日战争爆发，北煤南运受阻，华南燃料告急。1937年8月11日成立軍事委員會委员长广州行营湘南煤矿局，曾养甫任局长，张景芬任副局长，开办杨梅山煤矿厂与资兴煤矿厂。杨梅山煤矿厂于1937年8月15日创建，8月25日开工，创办时职员78人，技师6人，投资1500万元，外加400万元流动资金，所需资金由曾养甫等私人筹集。年产量约15万吨，99%供应粤汉铁路、湘桂铁路、黔桂铁路路用煤。占抗战时期湖南煤产量15.74%。
1942年9月，因军煤再度告急，且萍乡煤矿及株萍鐵路均已停运停产，国民政府决定拨款修筑铁路，并命令限六个月完成白石渡至杨梅山铁道，亦特令交通部转饬粤汉铁路修筑。1942年10月动工，翌年3月26日竣工通车。当时全线有机车两台，四十吨煤车三辆，每日周转六次可运720吨，最高至800吨。1945年1月，日军占领宜章县城。白石渡、杨梅山均告沦陷，矿山被迫停产，铁路停驶。抗日战争胜利后的1945年11月，杨梅山矿山开始恢复生产，1946年白杨线修复通车。中华人民共和国成立后，湖南省人民政府于1951年修复了白杨铁路，并于1952年将其移交广州铁路局，1957年改为专用线，运营至今。